# Charílaos Trikúpis
Charílaos Trikúpis (10 de julho de 1832 — 30 de março de 1896) foi um político da Grécia. Ocupou o cargo de primeiro-ministro da Grécia.

## Biografia
Desistindo de uma carreira diplomática, foi primeiro secretário da embaixada grega em Londres e mais tarde foi eleito presidente da Assembleia Nacional. Nomeado embaixador na capital britânica, Trikoupis negociou habilmente com o governo britânico a cessão das Ilhas Jônicas à Grécia, que com o Tratado de Londres, assinado pelo diplomata grego em 29 de março de 1864, passou a ser três províncias helênicas. Por outro lado, os britânicos usufruíam do porto de Corfu.
Em 1865 foi eleito deputado de Missolungi, enquanto em 1866 se tornou ministro das Relações Exteriores no governo de Mpenizelos Roufōs, tendo que enfrentar a Revolta de Creta nesta qualidade , que eclodiu naquele mesmo ano contra o domínio do Império Otomano. Entrando em conflito com a política retrógrada da corte, Trikoupis foi temporariamente preso, mas, uma vez solto, ele continuou sua carreira política, tornando-se primeiro-ministro da Grécia em 8 de maio de 1875 .
Durante o seu primeiro mandato, introduziu no Parlamento o princípio da maioria parlamentar e lutou com algum sucesso o flagelo do banditismo, enquanto na política externa, após o início da guerra russo-turca naquele ano, o primeiro-ministro grego ordenou a mobilização do exército para a aquisição da Tessália, ainda sob o domínio otomano.

Tendo renunciado após uma crise ministerial, o político grego voltou várias vezes ao chefe do governo (2 de novembro - 7 de novembro de 1878; 22 de março - 25 de outubro de 1880; 15 de março de 1882 - 1 de maio de 1885; 21 de maio de 1886 - 5 de novembro de 1890; 22 de junho de 1892 - 15 de maio de 1893; 11 de novembro de 1893 - 24 de janeiro de 1895), tentando dar ao país uma ordem moderna e enfrentando crises gravíssimas. De fato, em 1885 o governo grego teve que sofrer a humilhação do desarmamento e do bloqueio naval pelas grandes potências, para evitar uma possível guerra com a Turquia, fato pelo qual renunciou, enquanto em 1893 Trikoupis teve de declarar a falência do Estado, após o fracasso de um empréstimo estatal, e renunciar ao cargo. Seu último mandato foi sucedido por Nikolaos Deligiannis, uma expressão do movimento irredentista grego.